# Mawsata
Mawsata fou un districte tribal de l'Alt Yafa, un dels cinc del país, que encara conserva una personalitat acusada. El nuclis principals són Al-Qudmah i Al-Quaiti. La muntanya principal és el Djabal al-Darfan. La població del districte és d'uns 40.000 habitants i és la zona més poblada del Yafa Superior. Se situa a la part occidental i sud-occidental de l'Alt Yafa.
El districte poblat per les tribus mawsati, estava governat per un cap hereditari de la família del sultà amb el títol de naqib amb autoritat judicial i religiosa sobre les tribus, i dependent del sultà de Mahjabah. Un lluita familiar va dividir el poder entre dos branques vers el 1860. Gran Bretanya va considerar el territori part de l'Alt Yafa, i a totes les tribus sota el seu protectorat vers el 1904 però no hi va tenir relacions efectivas abans del 1944. El 1917 la zona va quedar inclosa al Protectorat Occidental d'Aden. El 1964 els dos caps de Mawsata van romandre lleials al sultà i el territori va quedar inclòs dins el Protectorat d'Aràbia del Sud. L'estiu de 1967 les forces revolucionàries ja controlaven l'Alt Yafa i quan es va proclamar la República Popular del Iemen del Sud va quedar integrat a la muhafazah IV (governació IV) amb la resta de l'Alt Yafa. El 1990 amb la unió dels dos Iemen va quedar inclosa a la governació de Dhala.

## Naqibs
- Qasim Al Harhara vers 1780-1810
- Ali ben al-Qasim Al Harhara vers 1810-1840
- Askar ben Alí Al Harhara vers 1840-1860

Línia probablement amb seu a Al-Quaiti:
- Alí ben Askar Al Harhara 1860-1907
- Naji ben Alí ben Askar Al Harhara 1907-1940
- Ahmad ben Abi Bakr ben Alí Al Harhara 1940-1963
- Haidara ben Ahmad Al Harhara 1963-1967

Línia probablement amb seu a Al-Qudmah:
- Muhsin ben Askar Al Harhara 1860-1920
- Muhammad ibn Muhsin ben Askar Al Harhara 1920-1946
- Husayn ben Salih ben Muhsin Al Harhara 1946-1959
- Salih ben Husayn ben Salih Al Harhara 1959-1967